# Michela Moioli
Michela Moioli (ur. 17 lipca 1995 w Alzano Lombardo) – włoska snowboardzistka specjalizująca się w snowcrossie, mistrzyni olimpijska, sześciokrotna medalistka mistrzostw świata i zdobywczyni Pucharu Świata.

## Kariera
Po raz pierwszy na arenie międzynarodowej pojawiła się 18 grudnia 2010 roku w Cortina d’Ampezzo, gdzie w zawodach Pucharu Europy w snowcrossie zajęła 18. miejsce. W marcu 2011 roku wystartowała na mistrzostwach świata juniorów w Valmalenco, zajmując piąte miejsce w tej samej konkurencji. Na rozgrywanych rok później mistrzostwach świata juniorów w Sierra Nevada zdobyła brązowy medal, wynik ten powtarzając podczas mistrzostw świata juniorów w Erzurum w 2013 roku. W zawodach Pucharu Świata zadebiutowała 14 grudnia 2012 roku w Telluride, zajmując czternaste miejsce. Tym samym już w swoim debiucie wywalczyła pierwsze pucharowe punkty. Pierwszy raz na podium zawodów tego cyklu stanęła 17 lutego 2013 roku w Soczi, wygrywając w snowcrossie. W zawodach tych wyprzedziła Francuzkę Nelly Moenne-Loccoz i Helene Olafsen z Norwegii. Najlepsze wyniki osiągała w sezonach 2015/2016, 2017/2018 i 2019/2020, kiedy to zwyciężała w klasyfikacji końcowej snowcrossu. Ponadto w sezonach 2016/2017 i 2020/2021 była druga, a w sezonach 2012/2013, 2014/2015 i 2018/2019 zajmowała trzecie miejsce.
W 2015 roku wywalczyła brązowy medal na mistrzostwach świata w Kreischbergu, przegrywając z Lindsey Jacobellis z USA i Nelly Moenne-Loccoz. Trzecie miejsce w snowcrossie zajęła też na rozgrywanych dwa lata później mistrzostwach świata w Sierra Nevada, plasując się za Jacobellis i Francuzką Chloé Trespeuch. Kolejny brązowy medal wywalczyła w 2019 roku na mistrzostwach świata w Solitude, tym razem ulegając Czeszce Evie Samkovej oraz Brytyjce Charlotte Bankes. Na tych samych mistrzostwach zdobyła również srebrny medal wraz z Omarem Visintinem w snowcrossie drużynowym. W 2014 roku brała udział w igrzyskach olimpijskich w Soczi, gdzie była szósta. Podczas igrzysk w Pjongczangu w 2018 roku wywalczyła złoty medal, wyprzedzając Francuzkę Julię Mabileau i Czeszkę Evę Samkovą.
W lutym 2021 roku zdobyła indywidualnie oraz w drużynie wraz z Lorenzo Sommarivą srebrne medal podczas mistrzostw świata w Idre Fjäll.

## Osiągnięcia

### Igrzyska olimpijskie
| Miejsce | Dzień     | Rok  | Miejscowość | Konkurencja              | Zwyciężczyni       |
| ------- | --------- | ---- | ----------- | ------------------------ | ------------------ |
| 6.      | 16 lutego | 2014 | Soczi       | Snowcross                | Eva Samková        |
| 1.      | 16 lutego | 2018 | Pjongczang  | Snowcross                | –                  |
| 8.      | 9 lutego  | 2022 | Pekin       | Snowcross                | Lindsey Jacobellis |
| 2.      | 12 lutego | 2022 | Pekin       | Snowboardcross drużynowy | Stany Zjednoczone  |

### Mistrzostwa świata
| Miejsce | Dzień       | Rok  | Miejscowość   | Konkurencja         | Zwyciężczyni       |
| ------- | ----------- | ---- | ------------- | ------------------- | ------------------ |
| 5.      | 26 stycznia | 2013 | Stoneham      | Snowcross           | Maëlle Ricker      |
| 3.      | 16 stycznia | 2015 | Kreischberg   | Snowcross           | Lindsey Jacobellis |
| 3.      | 12 marca    | 2017 | Sierra Nevada | Snowcross           | Lindsey Jacobellis |
| 4.      | 13 marca    | 2017 | Sierra Nevada | Snowcross drużynowy | Francja            |
| 3.      | 1 lutego    | 2019 | Solitude      | Snowcross           | Eva Samková        |
| 2.      | 3 lutego    | 2019 | Solitude      | Snowcross drużynowy | Stany Zjednoczone  |
| 2.      | 11 lutego   | 2021 | Idre Fjäll    | Snowcross           | Charlotte Bankes   |
| 2.      | 12 lutego   | 2021 | Idre Fjäll    | Snowcross drużynowy | Australia          |

### Puchar Świata

#### Miejsca w klasyfikacji generalnej snowcrossu
- sezon 2012/2013: 3.
- sezon 2013/2014: 27.
- sezon 2014/2015: 3.
- sezon 2015/2016: 1.
- sezon 2016/2017: 2.
- sezon 2017/2018: 1.
- sezon 2018/2019: 3.
- sezon 2019/2020: 1.
- sezon 2020/2021: 2.
- sezon 2021/2022:

#### Zwycięstwa w zawodach
1. Soczi – 17 lutego 2013 (snowcross)
2. Veysonnaz – 15 marca 2015 (snowcross)
3. Veysonnaz – 6 marca 2016 (snowcross)
4. La Molina – 5 marca 2017 (snowcross)
5. Montafon – 16 grudnia 2017 (snowcross)
6. Cervinia – 22 grudnia 2017 (snowcross)
7. Feldberg – 3 lutego 2018 (snowcross)
8. Feldberg – 4 lutego 2018 (snowcross)
9. Veysonnaz – 17 marca 2018 (snowcross)
10. Cervinia – 21 grudnia 2019 (snowcross)
11. Big White – 25 stycznia 2020 (snowcross)
12. Veysonnaz – 13 marca 2020 (snowcross)
13. Chiesa in Valmalenco – 23 stycznia 2021 (snowcross)
14. Reiteralm – 18 lutego 2021 (snowcross)
15. Cervinia – 18 grudnia 2021 (snowcross)

#### Pozostałe miejsca na podium w zawodach
1. Arosa – 9 marca 2013 (snowcross) – 2. miejsce
2. Feldberg – 23 stycznia 2016 (snowcross) – 2. miejsce
3. Feldberg – 24 stycznia 2016 (snowcross) – 3. miejsce
4. Sołniecznaja dolina – 21 lutego 2016 (snowcross) – 3. miejsce
5. Pjongczang – 27 lutego 2016 (snowcross) – 2. miejsce
6. Solitude – 21 stycznia 2017 (snowcross) – 2. miejsce
7. Val Thorens – 13 grudnia 2017 (snowcross) – 3. miejsce
8. Erzurum – 20 stycznia 2018 (snowcross) – 3. miejsce
9. Bansko – 27 stycznia 2018 (snowcross) – 2. miejsce
10. Moskwa – 10 marca 2018 (snowcross) – 3. miejsce
11. Cervinia – 22 grudnia 2018 (snowcross) – 3. miejsce
12. Feldberg – 9 lutego 2019 (snowcross) – 2. miejsce
13. Veysonnaz – 16 marca 2019 (snowcross) – 3. miejsce
14. Montafon – 13 grudnia 2019 (snowcross) – 2. miejsce
15. Big White – 26 stycznia 2020 (snowcross) – 2. miejsce
16. Sierra Nevada – 7 marca 2020 (snowcross) – 2. miejsce
17. Veysonnaz – 20 marca 2021 (snowcross) – 2. miejsce
18. Secret Garden – 28 listopada 2021 (snowcross) – 3. miejsce